# Etéoclo
Etéoclo (en griego antiguo, Ἐτέοκλος) era, en la mitología griega, uno de los caudillos del ejército de Argos que participó en la campaña contra Tebas conocida como «los siete contra Tebas». Era hijo de Ifis. 
Durante la expedición, los argivos instituyeron los juegos Nemeos en honor de un niño que había perecido mordido por una serpiente mientras Hipsípila, que lo cuidaba, guiaba a los argivos ante una fuente. En esos primeros juegos Nemeos, Etéoclo venció en la prueba del estadio. En la tragedia de Esquilo Los siete contra Tebas, Etéoclo ataca la puerta denominada «Neista». Ante él, el caudillo tebano que se le opone es Megareo, hijo de Creonte. En el ataque, Etéoclo murió a manos de Léades, hijo de Ástaco. También es citado como uno de los caudillos argivos en la Biblioteca mitológica de Apolodoro y en el Edipo en Colono de Sófocles.